# 도깨비 감투
《도깨비 감투》(영어: Ghost Cap)는 한국에서 제작된 박승철 감독의 1979년 가족, 판타지, 애니메이션 영화이다. 한갑진 등이 제작에 참여하였다.

## 스태프
- 원작: 김내성 (언급되지 않음)
- 제작: 한갑진
- 기획: 송영식
- 제작상무·지휘 (언급되지 않음): 이헌우
- 구성: 이건설, 김민영
- 원화: 김세일, 김은규
- 원화작감: 이시우
- 동화: 김경관, 박영수, 최귀돈, 이덕길, 김병철, 윤종모
- 동화작감: 서명수
- 선화: 황은옥, 서명숙
- 선화작감: 박부전
- 채화: 안성해, 유경애, 김정화, 양미희, 박채숙, 이영미, 홍경란
- 채화작감: 이미연
- 진행: 이옥희
- 미술 효과: 배상준
- 배경: 신윤철
- 협찬: 태우동화실
- 촬영: 김종석
- 촬영보: 허태희
- 음악: 정민섭
- 노래: 정여진, 최수민, 별셋 (언급되지 않음)
- 편집: 현동춘
- 녹음: 청맥녹음실
- 효과: 윤덕영
- 현상: 한국천연색현상소
- 각본: 이희우 (언급되지 않음)
- 감독: 박승철

## 같이 보기
- 도깨비 방망이